# Just Don't Give a Fuck
Just Don't Give a Fuck es el primer sencillo oficial del cantante estadounidense Eminem. La versión original de esta pista fue la de su lanzamiento independiente  The Slim Shady EP.
Siendo su primer sencillo, tuvo un gran éxito en las listas, alcanzando el puesto #62 en el Billboard R&B/Hip-Hop Songs, el #5 en el Billboard Hot Rap Tracks y el #14 en el Bubbling Under Hot 100 Singles. Fue incluida en el primer álbum de estudio del rapero The Slim Shady LP una vez que firmó con el sello discográfico de su mentor Dr. Dre Aftermath Entertainment.
En la canción menciona el tema de 2Pac, I Don't Give a Fuck, donde Eminem se inspiró para crear el sencillo, También se inspiró en "Who Shot Ya" de The Notorious B.I.G..
Just Don't Give a Fuck como en muchas de las canciones de Eminem, se observan letras relacionadas con contenido sexual, mención de violencia, referencias a la droga, y rimas articuladas, asonantes con aliteración flúida y su típica naturaleza cómica.

## Lista de canciones
Sencillo en CD
| N.º | Título                   | Escritor(es)                 | Productor(es)         | Duración |  |
| 1.  | «Just Don't Give a Fuck» | J. Bass, M. Bass, M. Mathers | Bass Brothers, Eminem | 4:02     |  |

## Posición en las listas
| Lista (1998)                                  | Mejor Posición |
| --------------------------------------------- | -------------- |
| U.S. Billboard Bubbling Under Hot 100 Singles | 14             |
| U.S. Billboard Hot R&B/Hip-Hop Songs          | 62             |
| U.S. Billboard Hot Rap Tracks                 | 5              |